# Vattentornet i Vaxholm
Vattentornet i Vaxholm är ett tidigare vattentorn i Vaxholm, som ritades av Cyrillus Johansson och uppfördes 1923. Det är cylinderformat och uppfört i röd tegelsten med en bred bas och en hög, smal tornkropp. Det kröns av en lanternin i koppar, vilken i sin tur kröns av en vindflöjel i koppar i form av ett segelfartyg, som skapades av Aron Sandberg.
Vattentornet togs ur drift 1974, men kvarstod som en reserv till 1989. Det såldes 1996 till en privatperson. Beslut om ny fastighetsbildning vann laga kraft 1998.